# Аптека Штрауса
Аптека Штрауса (Аптека № 1) — старейшая аптека в Уральске (Казахстан), работающая без перерыва с 1868 года. Аптека занимает первый этаж здания и первоначально принадлежала аптекарю Штраусу, жившему с семьёй на втором этаже здания.

## История
Первым аптекарем в Уральском казачьем войске стал швейцарский фармацевт Франц Миллер, согласившийся открыть своё заведение на условиях полной монополии своего дела на протяжении 20 лет. Его аптека открылась в городе в 1836 году и долгое время оставалась единственной в городе. В 1847 году Миллер продал своё дело Карлу Десалю. По неподтверждённой информации, аптекарь Штраус начал работу в Уральске провизором в аптеке Миллера, но со временем решил открыть собственное дело. В 1868 году во вновь построенном двухэтажном особняке открылась вторая городская аптека в Уральске, но со временем она стала известна горожанам, как Аптека № 1. Семья Штраусов обосновалась в просторной квартире над аптекой. После 1917 года в квартире аптекаря размещался Уральский областной комитет государственного контроля. С 1944 года второй этаж здания занимает детская музыкальная школа.